# Mostafa El-Sayed
Mostafa El-Sayed, auch Mustapha El-Sayyed, (* 8. Mai 1933 in Zifta, Ägypten) ist ein ägyptisch-US-amerikanischer Chemiker, bekannt für Beiträge zur Nanotechnologie, Molekülspektroskopie und Laserspektroskopie.

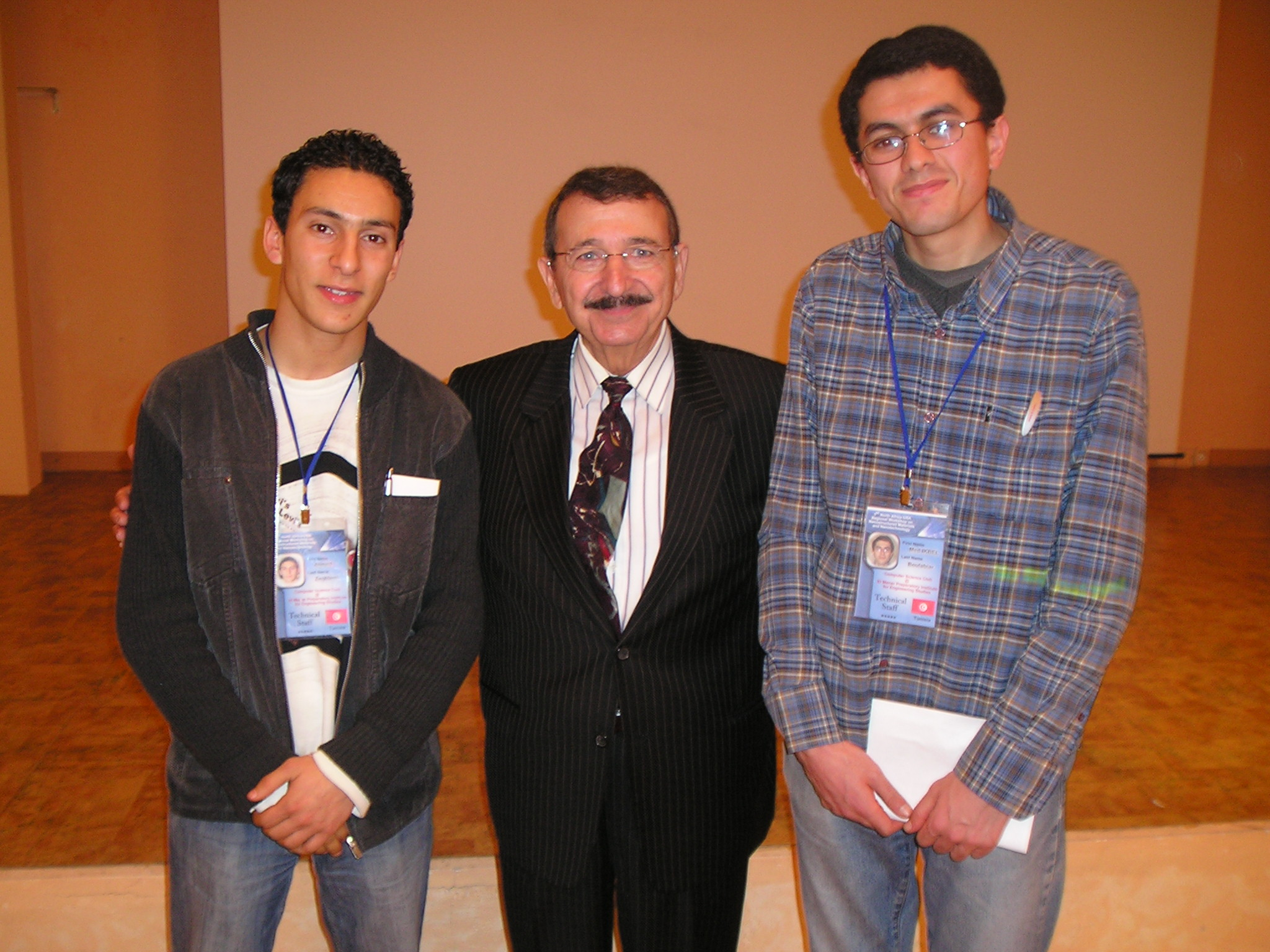
El-Sayed (Mitte) 2008 mit zwei Studenten in Tunesien

El-Sayed studierte an der Ain Shams Universität in Kairo (Bachelor 1953) und wurde an der Florida State University bei Michael Kasha mit dem Thema Studies on some molecular and nuclear problems Part I: The C=N stretching frequency and molecular structure Part II: Mechanism for the chemical effects of nuclear transformations promoviert. Danach war er Post-Doktorand an der Yale University (1958/59), der Harvard University (1959/60) und dem Caltech (1960/61), bevor er 1961 Mitglied der Fakultät und Professor an der University of California, Los Angeles (UCLA), in der Fakultät für Chemie und Biochemie wurde. Er ist seit 1994 Julius Brown und seit 2000 auch Regents Professor am Georgia Institute of Technology und Direktor des dortigen Laser Dynamics Laboratory. 1968 war er Gastprofessor an der Amerikanischen Universität in Beirut und 1976 und 1991 an der Universität Paris.
El-Sayed untersuchte unterschiedlichste Systeme von Molekülen, Photosynthese-Systemen, Festkörpern bis zu metallischen Nanostrukturen und Halbleiter-Quantendots mit Methoden der Laserspektroskopie, wobei seine Arbeitsgruppen Zeitauflösungen bis in den Femtosekunden Bereich nutzten und auch neue Verfahren entwickelten (wie Phosphorescence Microwave Multi Resonance Spectroscopy). Neben chemischen (Nanokatalyse), festkörperphysikalischen (wie Oberflächen-Plasmon Erzeugung) und optischen (Nanophotonik) Anwendungen untersucht er mit seinen Mitarbeitern auch Anwendungen in der Medizin (Nanomedizin, Krebsdiagnose und Photothermale Therapie mit Gold-Nanoteilchen). Dabei arbeitet er auch mit seinem Sohn Ivan El-Sayed zusammen, der in Kalifornien Professor für Krebschirurgie ist.
El-Sayed veröffentlichte über 500 wissenschaftliche Aufsätze als Autor und Ko-Autor und betreute über 70 Doktoranden.
Die El-Sayed Regel in der Molekülspektroskopie (bei strahlungslosen Übergängen von Singulett zu Triplett Spin-Zuständen, die nach El-Sayed höhere Wahrscheinlichkeit haben, falls die Molekülorbitale im neuen Zustand unterschiedlich sind) ist nach ihm benannt, er stellte sie Ende der 1960er Jahre auf.
1965 bis 1971 war er Sloan Research Fellow und 1967/68 Guggenheim Fellow. 1990 erhielt er den König-Faisal-Preis in Chemie. Er ist Mitglied der American Association for the Advancement of Science (1986), der Third World Academy of Sciences (1984) und der National Academy of Sciences (1980). 1993 wurde er Ehrendoktor der Hebrew University. 2009 erhielt er die Glenn T. Seaborg Medal und den Ahmed Zewail Preis, 1967 den Fresenius Preis und 2002 den Langmuir-Preis. 2007 erhielt er die National Medal of Science. 1982 war er Alexander von Humboldt Senior Fellow an der TU München. Er ist Fellow der American Physical Society (2000). Für 2016 wurde ihm die Priestley-Medaille zugesprochen.
Ab 1980 war er Herausgeber des Journal of Chemical Physics.
Er ist seit 1957 mit Janis Jones verheiratet, mit der er drei Söhne und zwei Töchter hat.